# Kasipura, Mulbagal
Kasipura là một làng thuộc tehsil Mulbagal, huyện Kolar, bang Karnataka, Ấn Độ.